# P.D. Los Quiero
P.D. Los Quiero (Caracterizado como P.D. - Los Quiero) es el sexto álbum de estudio del grupo Dinora y La Juventud, lanzado el 28 de septiembre de 2004 bajo la discográfica Platino Records. Fue grabado en San Antonio, Texas, McAllen, Texas y Monterrey, Nuevo León y fue producido por Daniel Sánchez, exintegrante del Intocable. Este es el primer álbum del grupo en el que comienzan a probar con nuevos géneros como el duranguense y la balada. Del mismo, se desprendieron los sencillos "Dime", "Desde Mi Soledad" y "¿Dónde Quedó?". El primero, lanzado como sencillo líder, alcanzó la posición número 26 en la lista Billboard Latin Regional Mexican Airplay.

## Listado de canciones
| N.º | Título                     | Escritor(es)                                                                             | Duración |  |
| 1.  | «Dame Un Cachito»          | Betto de León                                                                            | 3:09     |  |
| 2.  | «Si No Era Amor»           | Gilberto Abrego • Felipe Jr. de Jesús                                                    | 3:05     |  |
| 3.  | «Dile»                     | Luis Padilla                                                                             | 2:53     |  |
| 4.  | «Cómo No Voy a Extrañarte» | Luis Padilla                                                                             | 3:41     |  |
| 5.  | «Tres Brinquitos»          | Juan Arturo Gutiérrez Huerta                                                             | 3:29     |  |
| 6.  | «Rosas»                    | Xabi San Martín • Haritz Montero Saldías • Pablo Benegas Urabayen • Álvaro Fuentes Ibarz | 4:01     |  |
| 7.  | «No Me Quiero Enamorar»    | Mario Domm • Edgar Oceransky • María Bernal                                              | 3:26     |  |
| 8.  | «¿Dónde Quedó?»            | Fernando Cisneros                                                                        | 3:10     |  |
| 9.  | «Tu Mejor Error»           | Mark Tovar                                                                               | 3:04     |  |
| 10. | «Desde Mi Soledad»         | Mario Alberto Torres                                                                     | 2:19     |  |

## Créditos
| - Primera voz - Dinora Abán Ugalde - Batería - Adrián G. González - Bajo - Juan Arturo • Gustavo González • Félix Salinas - Bajo quinto - Daniel Sánchez • Pepe Hernández - Teclados - Jorge "Chapas" Leal - Guitarra - Joel Amaya • Daniel Sánchez - Percusión - Rolando Benavides • Hernán Cortez - Vocales - Dinora Abán Ugalde • Yvonne Larraza • Rebecca Valadéz | - Saxofón - Jerry Chava • Adalberto "Beto Sax" Gaytán - Acordeón - Jair "Yayo" Alcalá - Productor - Daniel Sánchez - Grabación - Bob González • Carlos Arredondo - Mezcla - Gilbert Velasquez - Masterización - Gilbert Velasquez - Arreglos musicales - Carlos Arredondo |